# Donuca castalia
Donuca castalia là một loài bướm đêm trong họ Erebidae.

## Hình ảnh

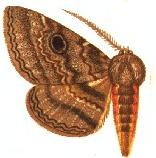
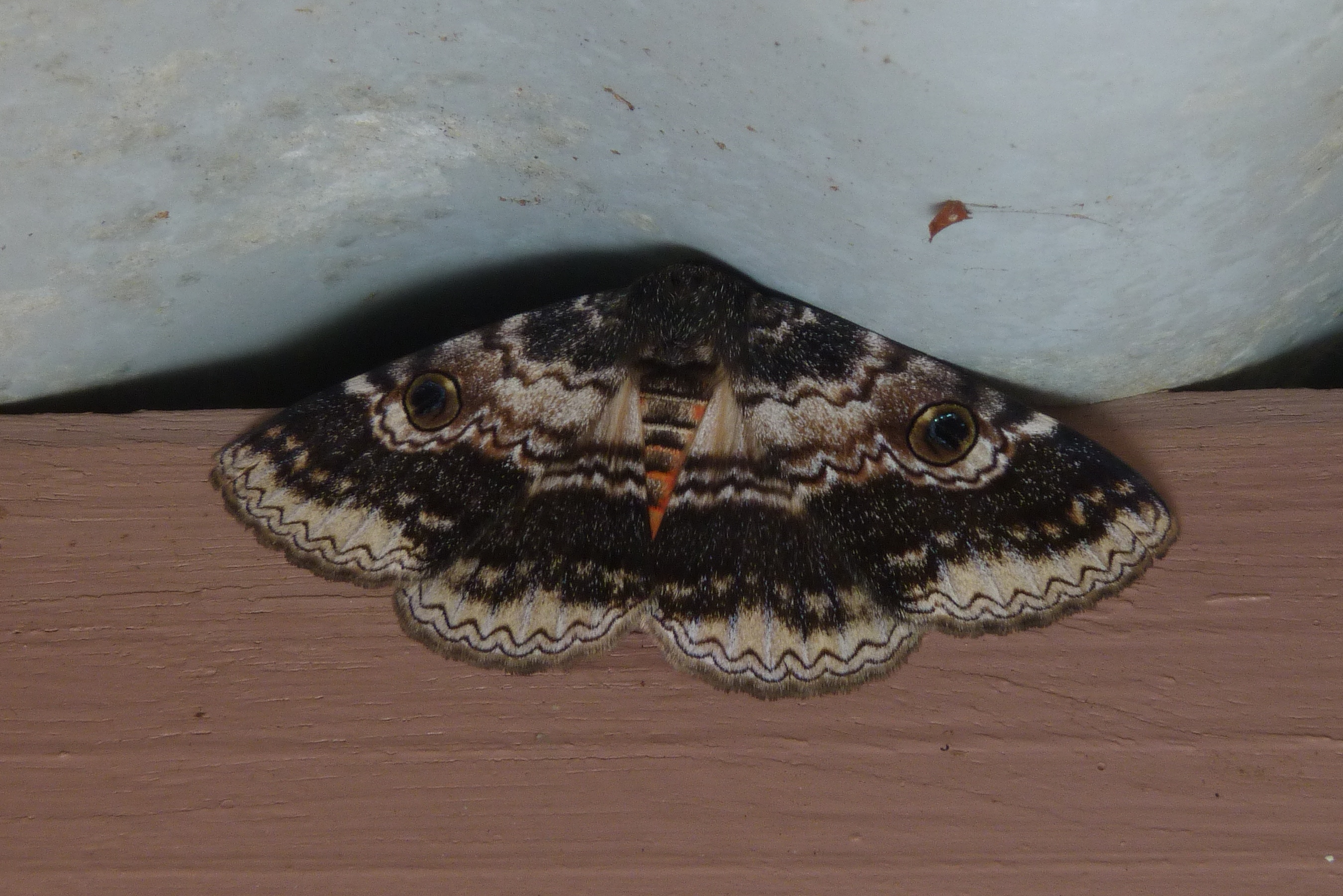
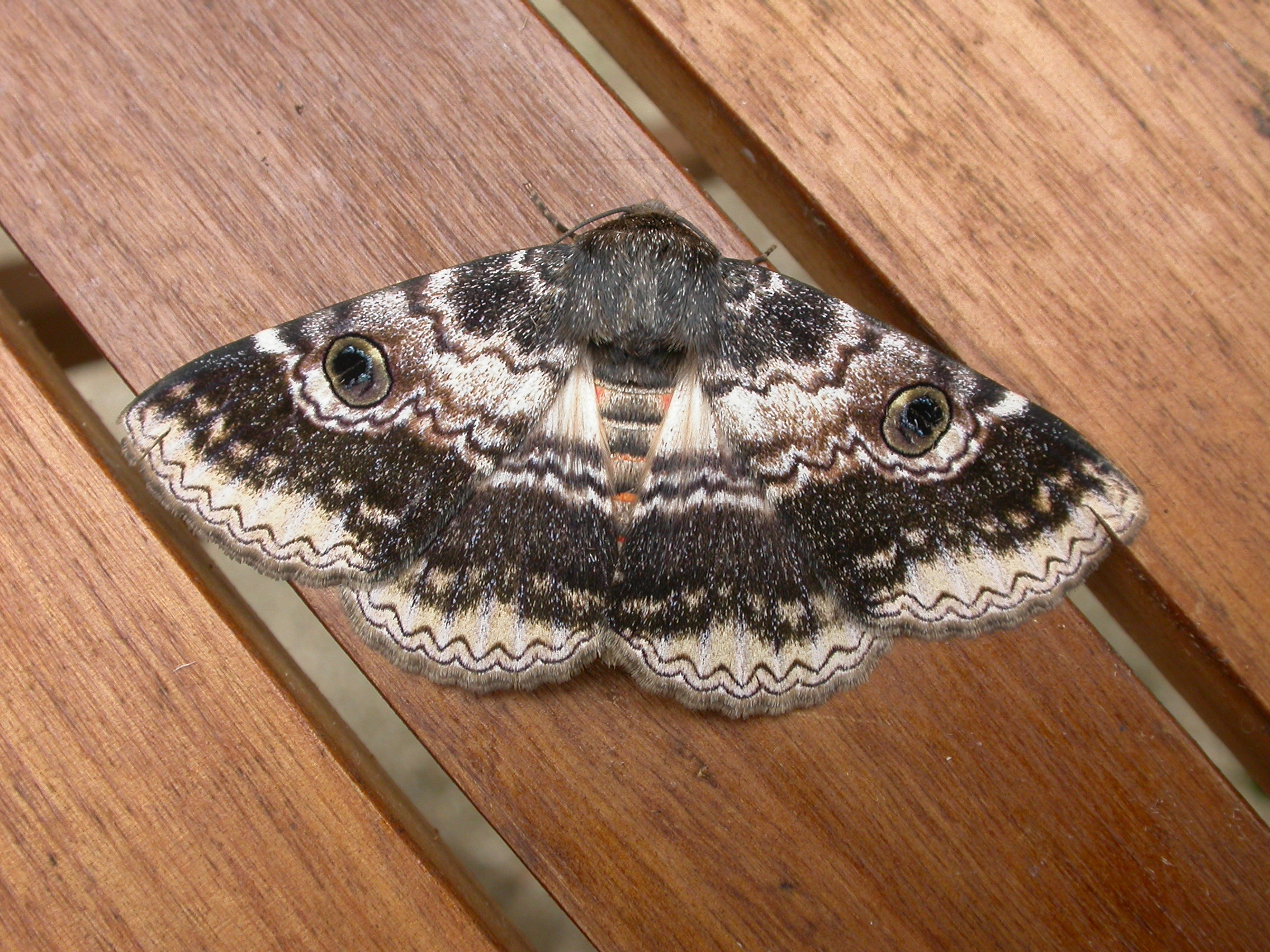
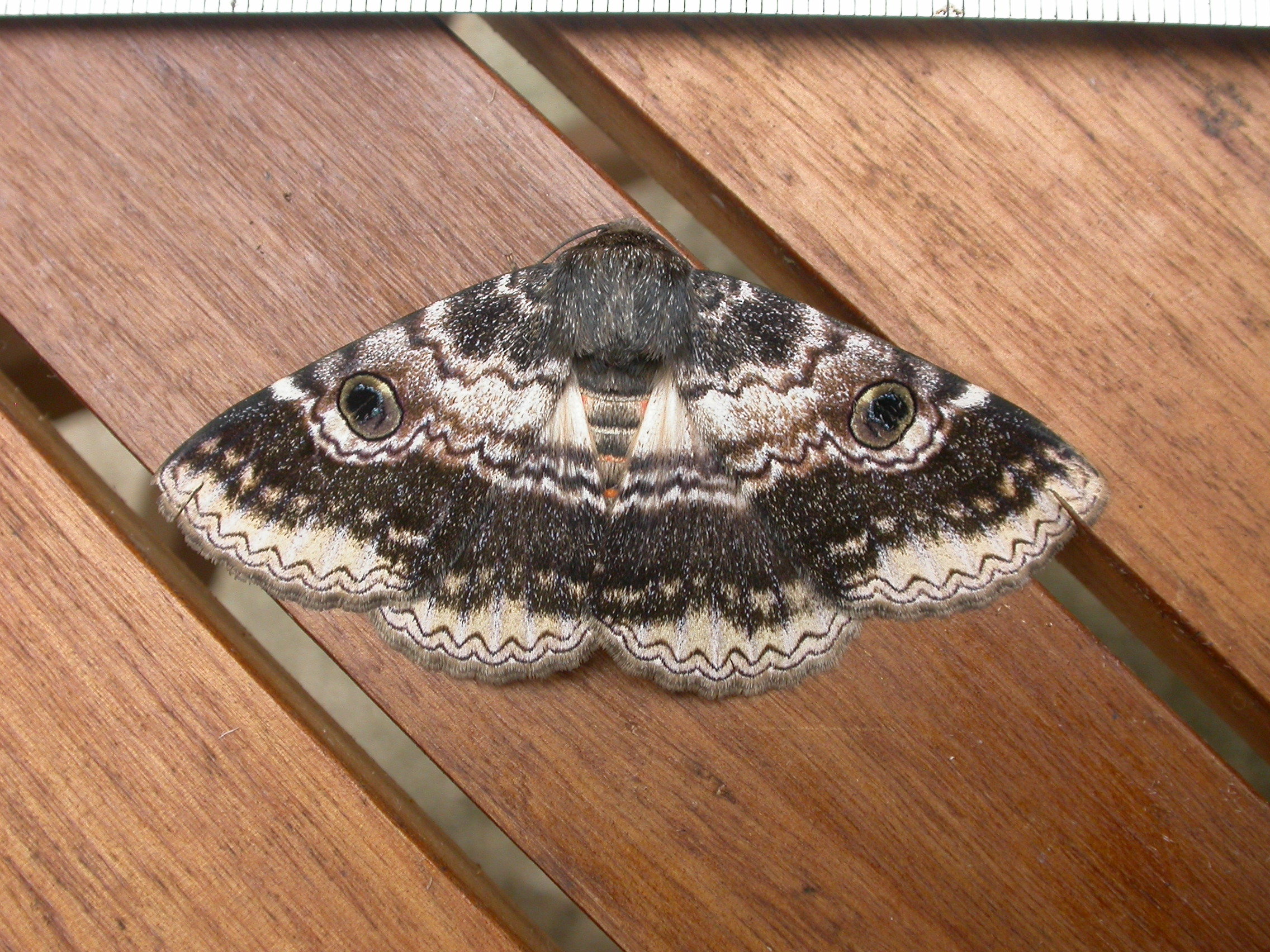